# Partido Republicano Liberal
O Partido Republicano Liberal, denominado depois de Partido Republicano Liberal de Minas Gerais, teve início em 12 de setembro de 1913 em Belo Horizonte por convocatória do Dr. Bernardino de Lima, advogado e lente da Escola de Minas e ex-senador ao Congresso Mineiro. O partido surgiu como um sucessor da Campanha Civilista, encampada contra a candidatura militar de Hermes-Venceslau e favorável à candidatura de Rui Barbosa e Albuquerque Lins, à Presidência da República.
Para o ano seguinte o partido definitivamente criou suas bases em todo o estado.

## Decisões
A reunião deliberou e aprovou sobre os seguintes pontos:
1. Notificar os correligionários dos municípios do estado de Minas, convocando-os a organizarem os diretórios locais do Partido recém criado;
2. Convocação da Assembleia de 19 de outubro de 1913, para a eleição dos membros do diretório estadual do partido;
3. Ratificação das decisões e proposições aprovadas pela convenção de 31 de agosto de 1913 no Parque Fluminense;
4. No período antecedente à eleição da diretoria estadual do Partido Liberal, seria o Comitê civilista, quem continuaria a orientar a propaganda do partido;
5. Convocação do eleitorado liberal da capital do estado e a fixação do dia 21 de setembro de 1913 para a organização do diretório municipal de Belo Horizonte;
6. Fundação de um jornal, como órgão de imprensa oficial do partido;
7. Definição do Diretório Estadual.

## Diretório Estadual
O Diretório Estadual do Partido Liberal ficou configurado conforme a seguinte predefinição. 
- Dr. Duarte de Abreu, de Juiz de Fora, presidente;
- Coronel Cantidio Drummond, de Ponte Nova;
- Dr. João Benedito de Araújo, de Barbacena;
- Dr. Randolfo Chagas, de Leopoldina;
- Dr. Oscar de Castro Cunha, de São João del Rei;
- Coronel Antonino Neves, de Januária;
- Dr. Narciso de Queiroz, de Queluz.

### Diretoria
A dirtoria ficou assim estabelecida:
- Dr. Pedro Nabuco de Araújo, de Formiga;
- Major Estevão de Oliveira, de Juiz de Fora;
- Padre João Pio de Souza Reis, de Muriaé;
- Coronel Otavio Carlos de Souza, de Bom Sucesso;
- Coronel Francisco de Assis Nogueira Penido, de Mar de Espanha;
- Dr. Djalma Pinheiro Chagas, de Oliveira, e
- Dr. Nelson Orsini de Castro, de Pará de Minas,

### Suplentes
- Dr. Mario de Lima, de Belo Horizonte, 1º secretário;
- Dr. Francisco Luiz de Campos, de Belo Horizonte, 2º secretário.

## Outras decisões
1. A Assembléia predefiniu ainda que o Dr. Fernando Lobo, Dr. Carlos Peixoto, Dr. Irineu Machado, Dr. Bernardino de Lima e Dr. João Avelar teriam seus nomes inclusos no Diretório Central do Partido Republicano Liberal, e que, por isso, não figurariam na formação do diretório estadual;
2. Que o diretório municipal de Belo Horizonte teria como membros efetivos e suplentes os Srs.: Dr. Alcides Batista Ferreira, Dr. Viana Romanelli, Dr. Rufino da Motta, Dr. Augusto de Souza, Dr. Octavio Martins, Coronel Joaquim Severiano e Coronel José Benjamin;
3. Que os diretórios de cada município seriam constituídos por três membros efetivos e três membros suplentes;
4. Que em municípios onde o partido dispusesse da imprensa local, deveriam relatá-lo ao diretório estadual.
5. E definiu-se ainda que, além dos diretórios estadual e municipal, seria organizado e constituído um Comitê Liberal, o qual seria composto das lideranças políticas mais influentes do partido. Estes componentes seriam em número de três por município, os quais serão consultados nas questões relevantes dentro do partido. Desse comitê deverão tomar parte, entre outros, os seguintes chefes políticos:

- Queluz - Dr. Carlos Romeiro e Aprigio Pinto de Andrade;
- Juiz de Fora - Dr. Constantino Paletta e Altivo Halfeld;
- Ponte Nova - Dr. Manoel Vieira de Souza e Dr. João Stockler Coimbra;
- Rio Pomba - Dr. A. Dutra Nicacio e Dr. Jaime de Castro;
- Barbacena - Alfredo Renault e Pedro Massena;
- Além Paraíba - Dr. Jair Cunha e Dr. Paulo Fonseca;
- Cataguases - Dr. Navantino Santos e Dr. Afonso de Rezende;
- Guarará - Barão de Catas Altas;
- Viçosa - Dr. Theotonio Pacheco;
- Uberaba - Dr. João Camello;
- Minas Novas - Dr. João França;
- Turvo - Coronel João Zuquim de Figueiredo Neves;
- São Domingos do Prata - Dr. Edelberto Lellis.